# Bluffmejl
Bluffmejl är e-post som skickas i avsikten att lura mottagaren. Avsändaruppgifterna kan vara förfalskade och innehållet kan vara något annat än det ser ut att vara (jämför Trojan). Syftet är vanligen ekonomiskt, att få tillgång till inloggningsuppgifter eller att infektera mottagarens dator med virus eller sabotageprogram.
Merparten av alla mejl som skickas i världen är spam eller bluffmejl. Det är svårt att helt undvika bluffmejl, men att få ett bluffmejl i inkorgen och att enbart läsa meddelandet anses vara ofarligt.
Den som fått misstänkt e-post uppmanas att aldrig klicka på länkar, aldrig öppna bilagor och aldrig svara på misstänkta bluffmejl, och i synnerhet inte lämna ut känsliga personuppgifter eller personliga uppgifter som inloggningskoder och lösenord.

## Tillvägagångssätt
Bluffmejl är bland annat ett tillvägagångssätt vid bedrägerier som nätfiske (phishing) eller ett sätt att placera exempelvis en trojansk häst på mottagarens dator. I det senare fallet kan mejlet innehålla en bilaga, som då den öppnas av mottagaren installerar den skadliga koden på användarens dator utan att den märker det. Bilagan kan se ut som ett helt vanligt dokument eller en bildfil. Syftet med det kan vara att samla in personliga uppgifter, koder och inloggningsuppgifter från datorn och mottagarens användning. Ett bluffmejl kan även innehålla uppmaningar till mottagaren om att klicka på en länk till en webbplats som försöker installera den skadliga koden i besökarens dator eller lurar besökaren att själv installera den. På webbplatsen kan mottagaren även bli uppmanad att lämna ut personliga uppgifter som till exempel lösenord.
Avsändaren till bluffmejlet använder sig av olika metoder för att undvika att mottagaren blir misstänksam mot innehållet. Det är vanligt att avsändaren utger sig för att vara en bank, en myndighet eller ett storföretag och ber mottagaren att ta del av förändringar, bekräfta uppgifter eller att logga in på en sida med sina personliga uppgifter. Myndigheter och banker kommunicerar sällan via mejl, istället använder de ofta fysiska brev, digitala brevlådor eller interna meddelandetjänster. Inte heller efterfrågar de känsliga uppgifter via mejl.
Det kan hända att bluffmejl innehåller inklippta logotyper från den påstådda avsändaren för att ge sken av att det är ett äkta mejl. Avsändaren kan förfalska avsändarnamnet och returadressen i mejlet.
Många bluffmejl är automatiskt översatta från andra språk och kan därför innehålla exempelvis språkliga fel och svårbegripliga formuleringar. I mejlen kan det även förekomma manipulation genom att spela på känslor och göra vederbörande stressad eller rädd.
Andra exempel på bluffmejl är mejl som kommer med erbjudanden eller påstår att mottagaren vunnit en tävling, eller påstår att det finns postförsändelser att hämta ut. Det finns även bluffmejl gällande investeringsbedrägerier.
Brotten kan rubriceras som föregivande av allmän ställning och urkundsförfalskning.

### Falska utpressningsmejl och andra bluffmejl om betalningar
Utpressningsmejl är ett sätt för avsändare att genom hot och utpressning få mottagaren att betala pengar. En del kan upplevas som verkliga men är i själva verket bluffmejl. Bluffaktura är en falsk faktura som skickas för lura mottagaren på pengar.
Om man betalar pengar på uppmaningar i bluffmejl går dessa, enligt polisen i Sverige, till organiserad brottslighet, och då är risken stor att man blir kontaktad igen av bedragare.

## Förebyggande och åtgärder
För en ovan kan det vara svårt att urskilja ett bluffmejl från ett verkligt. Är man osäker på om avsändaren är den verkliga kan man ta kontakt med den avsändaren uppges vara. Man bör då inte använda kontaktuppgifterna i e-brevet (som kan vara falska) och inte svara på det, följa några anvisningar i det, öppna dess bilagor eller klicka på länkar i det.
Bluffmejl bör i allmänhet raderas. Ibland kan det vara lämpligt att spara undan dem för att låta en expert analysera innehållet.
Misstänker man att känsliga uppgifter eller pengar hamnat i orätta händer bör man alltid ta kontakt med polis och eventuellt sin bank.
Genom att ha ett uppdaterat antivirusprogram och annan programvara mot skadlig kod minskar man risken för att datorn blir infekterad. Eventuellt kan man bota smittan om den blivit infekterad. Om datorn drabbats kan man behöva göra en fullständig ominstallation. Se till att ha säkerhetskopior från tiden innan dataintrånget. Nyare material kan vara infekterat och bör möjligen läggas i karantän för att senare analyseras.